# Bellino
Bellino (piemontesisch Blin, okzitanisch Blins) ist eine Gemeinde in der italienischen Provinz Cuneo (CN), Region Piemont. Bellino ist Teil der Comunità montana Valle Varaita.

## Lage und Einwohner
Bellino liegt 63 Straßenkilometer nordwestlich von der Provinzhauptstadt Cuneo entfernt im Valle Varaita di Bellino, kurz Val Bellino, einem Seitental des Valle Varaita. Zur Gemeinde zählen auch die Weiler Sant’Anna, Chiesa, Ribiera, Prafoucher und Celle.
Die einzige Straßenverbindung ist talauswärts nach Casteldelfino. Das Gemeindegebiet grenzt außerdem (von Casteldelfino gegen den Uhrzeigersinn) an Pontechianale im Varaitatal, Saint-Paul-sur-Ubaye jenseits des Alpenhauptkamms in Frankreich sowie Acceglio, Prazzo und Elva im Valle Maira. Das Gemeindegebiet umfasst eine Fläche von 62 km² und hat 99 Einwohner (Stand 31. Dezember 2024). Die Einwohner sprechen noch okzitanisch.

## Geschichte

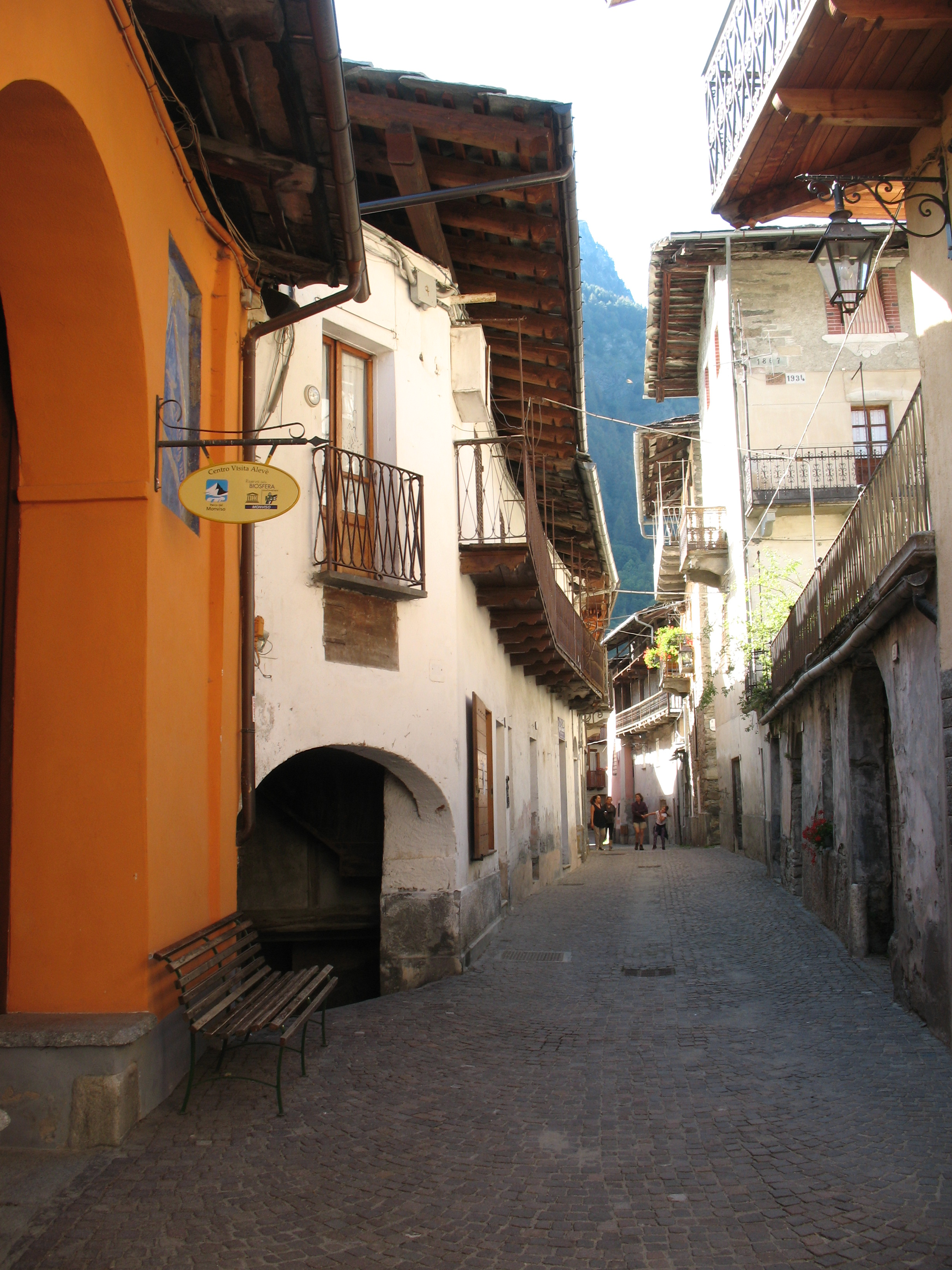
Straße in Celle

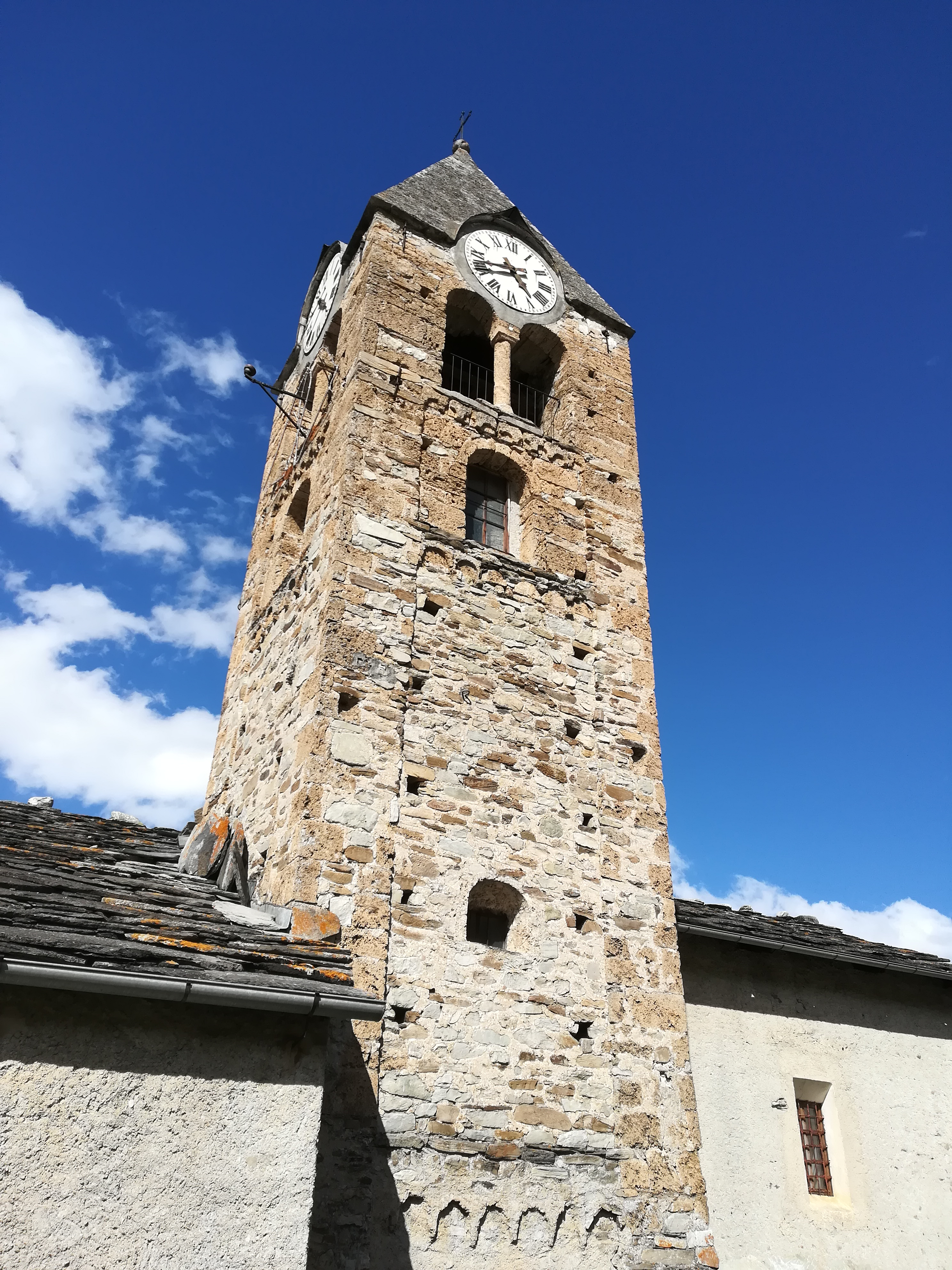
Glockenturm der Kirche San Giacomo

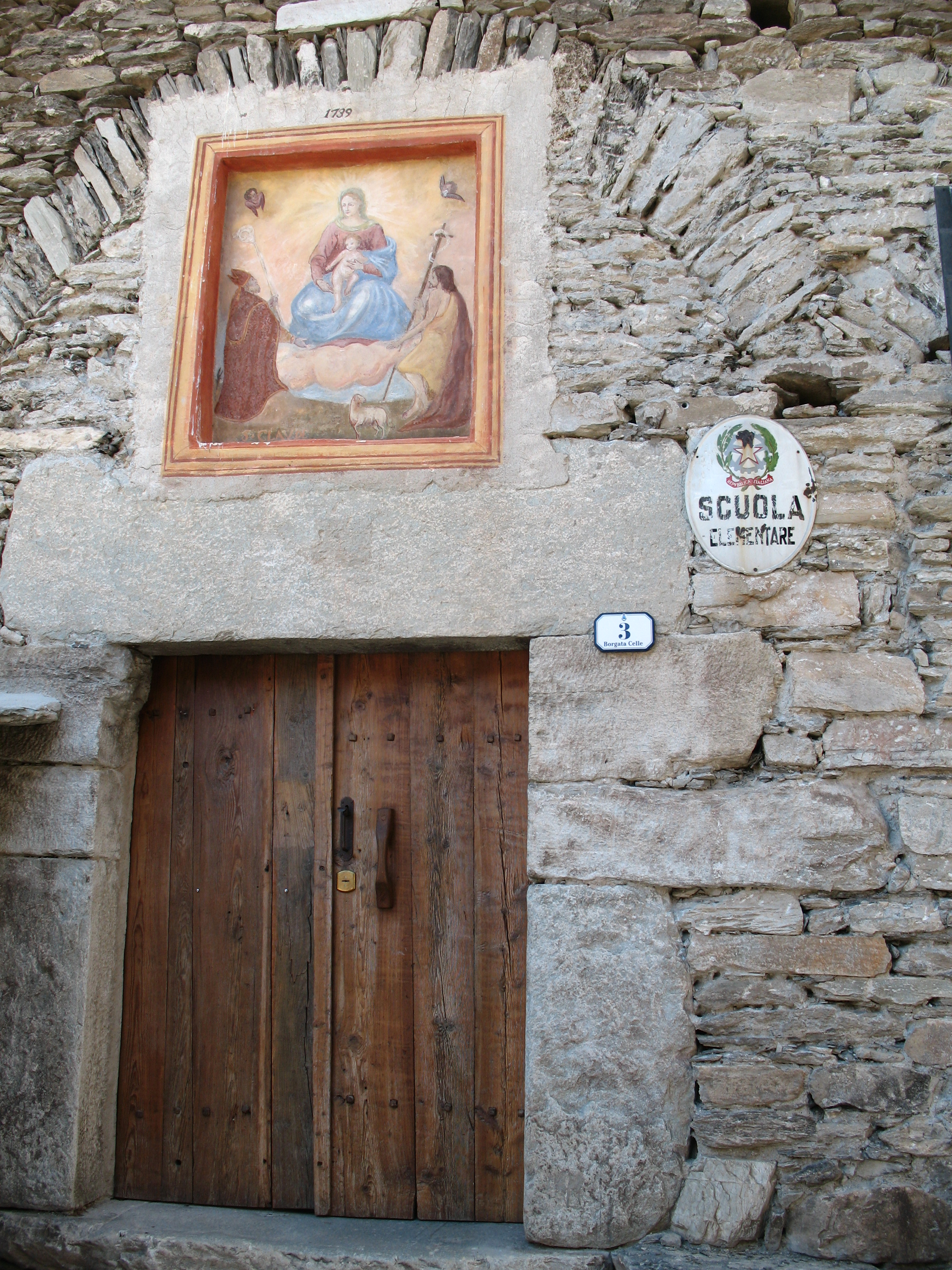
Eingang zur Scuola elementare von Celle di Bellino

Bellino wird in einem Dokument aus der Mitte des 13. Jahrhunderts als „Belinus“ erwähnt und hat einen Ortsnamen umstrittenen Ursprungs. Einige Gelehrte führen es auf den Familiennamen „Belinus“ oder auf das lateinische Adjektiv Bellus, schön, zurück, das jedoch nicht passt mit der geografischen Lage des Dorfes, wird von anderen mit dem mittelalterlichen französischen Wort „belins“, Schaf, oder mit dem Namen des keltischen Gottes Belenus in Verbindung gebracht, der dem römischen Apollo entspricht und wiederum aus dem Gallischen stammt „bel“, was „Pracht“ bedeutet. 
Das Dorf war im Besitz der Herren von Busca und Venasca und gehörte später den Markgrafen von Saluzzo und den Dauphins von Vienne. Unter letzterem wurde es zusammen mit Casteldelfino, Pontechianale und den zu Briancon gehörenden Gebieten jenseits der Alpen in die sogenannte „Republik der Escartouns“ eingegliedert, einer Gemeinschaft mit weitreichender Autonomie gegenüber der Familie Delfinese. Anschließend wurde es der Herrschaft der Savoyer unterworfen. 
Aus historisch-architektonischer Sicht sind einige Kulturgebäude interessant, darunter die Kirche San Giacomo mit ihrem Glockenturm im romanisch-lombardischen Stil in der Gegend von Chiesa und das von Santo Spirito aus dem 18. Jahrhundert in der Gegend von Celle. Das Land ist stark von der Auswanderungsplage gezeichnet und verzeichnet einen sehr starken Bevölkerungsrückgang.
Älteste Siedlung der Gemeinde Bellino ist Celle, das erstmals 1329 als „Villa Ecclesiam“ genannt wurde. Es bestand eine Jakobskirche, die möglicherweise mit dem Pilgerpfad ins spanische Santiago de Compostela in Zusammenhang stand. Diese Kirche entstand über einem paganen Altar, der dem Keltengott Belenus geweiht war. Die bis heute größte Borgata des Bellinotals war Sitz von Notaren und Medici, einer Zollstation und einer Feuerwehrpumpe, einer Schule und eines Altenheimes. Noch Anfang des 20. Jahrhunderts, als die Abwanderung aus dem Tal dramatisch zunahm, befanden sich Mühlen und zahlreiche Handwerke, Läden und Herbergen dort. Charakteristisch sind die steilen Rampen, über die Heu auf Wagen in die oberen Geschosse verladen wurde. Ein kleines Kulturzentrum informiert über die einstigen Lebensumstände im Tal.